# خافيير البوربوني (بارما)
أمير خافيير دي بوربون-بارما (بالإيطالية: Saverio di Borbone-Parma)‏ (25 مايو 1889 - 7 مايو 1977) هو مدعي دوق بارما من 1974 ورئيس الأسرة بوربون-بارما من نفس التاريخ حتى وفاته، وفضلاً عن ذلك اعتبر نفسه كارلياً مطالب بالعرش الإسباني بحيث دعم موفقه بقوة، حيث اعتبر نفسه وريث ألفونسو كارلوس، دوق سان خايمي  بعد وفاته، الذي اعتبر أخر كارلي من سليل كارلوس، كونت مولينا، بحيث كان ألفونسو هو زوج خالة خافيير، تحت مسمى خافيير الأول.

## روابط خارجية
- أمير كزافييه دي بوربون-بارما على موقع مونزينجر (الألمانية)